# Lewis Knudson
Lewis Knudson (1884-1958) fue un botánico estadounidense que dedicó su vida profesional principalmente al estudio de la biología, reproducción y propagación de las orquídeas.
Obtuvo su título de grado en la Universidad de Misuri en 1908 y se incorporó a la Universidad Cornell como asistente en Fisiología Vegetal. En esta universidad desarrolló su doctorado y fue promovido a profesor asistente de Fisiología Vegetal en 1911 y a jefe de ese departamento en 1912. En 1916 su departamento fue incorporado al Departamento de Botánica y Knudson pasó a desempeñarse como profesor de Botánica. En 1941 fue nombrado jefe de ese departamento. Se retiró en 1952.
Las semillas de las orquídeas son muy pequeñas y contienen escasas reservas. Por esa razón, en la naturaleza deben asociarse a un hongo durante la germinación, el cual le provee los nutrientes que requiere para su crecimiento y desarrollo. Este proceso se denomina «germinación simbiótica» y, hasta 1922, era el único método conocido de propagación de orquídeas a través de semillas. En ese año Lewis Knudson publicó un trabajo donde describía un método artificial para hacer germinar a las orquídeas sin la participación de un hongo. Este método, llamado de «germinación asimbiótica», hace uso de técnicas de micropropagación para lograr la germinación y establecimiento de las plántulas en un medio de cultivo artificial y bajo condiciones estériles. En la actualidad, el denominado «medio de Knudson» sigue siendo utilizado en todo el mundo para hacer germinar orquídeas de un modo rápido y eficiente. Knudson publicó su trabajo sobre la germinación asimbiótica en 1921, en idioma español y en una revista no muy conocida en la época, por lo que lo reiteró al año siguiente en idioma inglés y en una revista de gran circulación.

## Algunas publicaciones
- Knudson L. 1921. La germinación no simbiótica de las semillas de orquídeas. Boletín de la Real Sociedad Española de Historia Natural 21: 250-260
- Knudson L. 1922. Nonsymbiotic germination of orchid seeds. Botanical Gazette 73: 1±25
- Knudson L. 1929. Physiological investigations on orchid seed germination. Proc. of the International Congress of Plant Science 2: 1183-1189
- Knudson L. 1951. Nutrient Solutions for Orchids. Botanical Gazette, Vol. 112, n.º 4, pp. 528-532
- Knudson L. 1956. Self pollination in Cattleya aurantiaca (Batem.) P. N. Don. Am. Orchid Soc. Bull. 25: 528-532

## Honores

### Epónimos
- (Rosaceae) Prunus × knudsonii Rosend. & Butters[5]